# ايمانويل بوين
ايمانويل بوين (بالإنجليزية: Emanuel Bowen)‏ (و. 1694 – 1767 م) هو رسام الخرائط، من المملكة المتحدة، ولد في المملكة المتحدة، توفي في لندن، عن عمر يناهز 73 عاماً.